# 洛根·汤姆
羅根·譚（英語：Logan Maile Lei Tom，1981年5月25日—），美国職業室內排球及沙灘排球運動員。

## 生平
湯姆出生在加州的纳帕，是一個中國及夏威夷的混血兒，其父Melvyn Tom是一位美國職業橄榄球运动员，於2006年去世。父母在她出世不久離異，及後搬至猶他州的鹽湖城與哥哥及母親同住，暑假期間會找住在夏威夷的父親教她如何衝浪，2000年成為了最年輕入選美國排球國家隊之運動員，當時她只有19歲。
2000年，猶他州的鹽湖城把12月21日命名為Logan Tom日，表揚她對猶他州的貢獻。
2004年她穿上了比基尼泳裝為美國男性雜誌FHM拍攝了封面，被評為2005年百大性感美女的第91位。
2008年，她受到日本V-Legaue的久光製藥Springs的青睞，在2008-2009球季正式加盟，與同隊的本土選手佐野優子、大村加奈子、狩野美雪、山本愛（原名大友愛）等一同並肩作戰。
2010年, 她接受了前中國及美國女排國家隊教練郎平之邀請，加盟了廣東恆大女子排球俱樂部，亦是中國女子排球聯賽歷史上第一位落戶中國聯賽之世界級外援，隊內包括前中國國家隊二傳馮坤，塞爾維亞年輕接應布拉克塞維奇及泰國國家隊隊長維拉萬。

### 中學時期
洛根高中時就讀於鹽湖城的名校 Highland High School，並為該校排球隊打破了全猶他州的記錄及奪取冠軍，在接觸排球運動之前她參與過足球、棒球、軟球等運動訓練，她也完成了籃球訓練，名列前茅的她在全美籃球選秀會中被選中，學業方面她以全班最高滿分4.00GPA的成績畢業於該校，學業及體育方面圴有的超卓的表現，2000年為了表揚她對猶他州體育方面做出的貢獻，州政府命名12.21號為Logan Tom日，而她在 Highland High School 的1號球衣也永遠退役。
高中畢業時接受到全美國超過150間大學的獎學金邀請，希望羅致其入讀，最後她選擇了美國著名的斯坦福大學，主修國際關係。

### 大學時期
加入史丹佛大學排球隊(1999-2002)，以新力軍姿態帶領史丹佛進入決賽，2000被挑選入奧運國家隊，賽後她婉拒了所有國外聯賽的邀請，回歸史丹佛大學排球隊，並帶領其隊獲得了2001年NCAA冠軍，她在校四年每年都入選美國大學女排明星一隊，成為有史以來的第三人，並在2001和2002年，連續二年被美國排球教練協會AVCA評選為全美年度最佳。她也是著名的史丹佛大學女排歷史上得分最多的球員。

### 国家队生涯
16歲時，她是美國U20國家隊中年齡最小的隊員；19歲時，她又成了美國國家女子排球隊有史以來最年輕的隊員，並參加了悉尼奧運会，獲得了第四。隨後，獲得了01世界女排大獎賽冠軍。在02世錦賽摘得了世錦賽銀牌，2003年取得世界杯第三名，直接进军雅典。在2004年世界女排大奖赛总决赛中，荣获“最有价值球员”，“最佳得分手”及“最佳发球”三项殊荣。2004年因失意于雅典，在雅典奧運會後退出國家隊，2007年9月再次回歸國家隊，帶領美國隊取得当年世界杯第三名及2008年北京奧運入場劵，汤姆本人也获得世界杯MVP提名，并在最佳得分榜上名列第三，最佳拦网榜排名第六。2008年北京奧運會擊敗了中國、古巴、意大利等強隊取得了奧運銀牌，本人也以96个扣球，19个拦网，9个发球总得分124分荣获奥运最佳得分手称号。
她是擁有最多女子排球三大賽銀牌（2002年世界女排錦標賽、2008年北京奥運會、2011年世界杯、2012年倫敦奧運會，共4次）而又未曾奪冠的2位球員之一（另一位是日本女排球員浜恵子。）

## 所屬球隊
- MRV/Minas （2003年 一月至四月）
- Vini Monte Schiavo Jesi （2003-2004年）
- Bigmat Kerakoll Chieri （2004-2005年）
- Voléro Zürich　（2005-2006年）
- AVP Pro Beach Volleyball （2006年）
- Spar Tenerife Marichal　（2006-2007年）
- AVP Pro Beach Volleyball （2007年）
- Dinamo Moscow （2007-2008年）
- 久光製藥Springs （2008-2009年）
- Asystel Volley Novara（2009-2010年）
- 广东恒大女子排球俱乐部（2010-2011年）
- 費內巴切女排俱樂部（2011-2012年）
- RC Cannes (2014-2015年）

## 獎項

### 國內獎項
| - Four time First Team AVCA All-American (1999-2002) - Four time First Team All-Pac-10 (1999-02) - Four time First Team AVCA All-Pacific Region (1999-02) - Three Time NCAA Final Four All-Tournament Team (1999, 2001-02) - Two time AVCA National Player of the Year (2001-02) - Two time Honda Award winner for volleyball (2001-02) - Two time Pac-10 Player of the Year (2001-02) - 2002 NCAA Stanford Regional Most Outstanding Player - 2002 Pac-10 All-Academic Honorable Mention - 2002 Pac-10 Player of the Week (11/25) - 2002 AVCA National Player of the Week (11/25) - 2002 NACWAA/State Farm Classic MVP - 2001 NCAA Championship Most Outstanding Player - 2001 NCAA Stanford Regional Most Outstanding Player | - 2001 AVCA National Player of the Week (11/12) - 2001 Jefferson Cup MVP - 2001 Verizon/Texas A&M All-Tournament Team - 2001 Asics/Volleyball Magazine Player of the Year - 1999 AVCA National Freshman of the Year - 1999 Pac-10 Freshman of the Year - 1999 Asics/Volleyball Magazine Freshman of the Year - 1999 Pacific Regional All-Tournament Team - 1999 Freshman of the Year (Asics/Volleyball and Pac-10) - 1998 Gatorade National High School Volleyball Player of the Year - 1998 4-A MVP (Highland High School) - 1997 4-A MVP (Highland High School) |

### 聯賽獎項
- （瑞士）2006  Swiss Volley Awards for MVP and Best Hitter
- （美国）2006  AVP co-Rookie of the Year (Beach Volleyball)

### 國際獎項
- 2003 泛美杯 "最佳接球" （页面存档备份，存于）
- 2004 大獎賽 "最有價值球員" （页面存档备份，存于）
- 2004 大獎賽 "最佳發球" （页面存档备份，存于）
- 2004 大獎賽 "最佳得分" （页面存档备份，存于）
- 2008 北京奧運 "最佳得分" （页面存档备份，存于）
- 2010 世綿賽 "最佳一傳" （页面存档备份，存于）

## 外部連結
- U.S. National Team Bio （页面存档备份，存于）
- Bio at NBC Olympics （页面存档备份，存于）
- AVP beach profile
- Logan Tom unofficial fan site